# Merawi Gerima
Merawi Gerima es un director de cine y guionista estadounidense.

## Primeros años
Merawi nació en Washington D. C. y se graduó en la School of Cinematic Arts de la University of Southern California. Es hijo del cineasta etíope Haile Gerima. Su cine ha sido descrito como «centrado en su entorno y comunidad», con los que trabajó de manera colectiva para realizar Residue, su primer largometraje. Por el filme recibió el premio John Cassavetes al mejor director en los Independent Spirit Awards de 2021, donde también fue nominado a mejor editor. Previo a esto dirigió varios cortometrajes.

## Filmografía
- Residue (2020)